# 保良局黃永樹小學
保良局黃永樹小學（英語：Po Leung Kuk Wong Wing Shu Primary School）是香港西貢區一所全日制津貼小學，位於將軍澳唐賢街2號。1988年9月1日，該校在寶林村投入服務。1999年，獲得當時教育統籌局撥發全新獨立校舍，總承建商為香港寶嘉建築。此校為全港第一批採用預製組件及塔式起重機興建的校舍之一。然而，由於成效不彰，預製件技術自此校舍建成以後，僅於極少數校舍採用，直至2021年興建大埔五旬節聖潔會永光小學為止。1999年，該校同時亦轉為全日制小學，且從一開始之11班逐步擴展至30班。
該校前稱「保良局陸慶濤小學下午校」。現任校監為何猷亨先生
，校長為陳瑞良先生。

## 概要
全校共有30班，學生718人，開辦科目有中文、英文、數學、常識、普通話、音樂、體育、視覺藝術、電腦、德育和圖書。於2004年興建游泳池。教師人數約60人。校訓是愛、敬、勤、誠。

## 歷任校長

### 舊址半日制時期
- 何觀球先生[4]（1988年-1996年[5]，後轉職至嗇色園可信學校）
- 曾碧霞女士（1996年-1999年[6]，分拆後繼續出任校長）

### 現址全日制時期
- 曾碧霞女士（1999年-2018年，全日制首任校長，後調任至同系圓玄小學）
- 陳瑞良先生（2018年起，現任校長）

## 鄰近
- 唐明苑
- 將軍澳中心
- 將軍澳廣場
- popcorn
- 尚德邨
- 博愛醫院八十週年鄧英喜中學
- 將軍澳天主教小學
- 將軍澳站
- 寶明苑
- 廣明苑

## 著名/傑出校友
- 梁莉姿：香港女作家（2007年）

## 外部連結
1. ↑  . Dragages.   [2019-06-04]. （原始内容存档于2019-04-07）.
2. ↑  .   [2021-09-02]. （原始内容存档于2021-01-28）.
3. ↑  . www.plkwws.edu.hk.   [2025-07-08].
4. ↑  香港教育工作者聯會香港教育資料中心. . 商務印書館. 1993: 473.
5. ↑   (PDF). 教育局.   [2023-10-26]. （原始内容存档 (PDF)于2023-10-26）.
6. ↑  . Topick!. 2023-07-17  [2023-10-26]. （原始内容存档于2023-10-26）.

- 保良局黃永樹小學 （页面存档备份，存于）